# 참 좋은 시절
《참 좋은 시절》은 2014년 2월 22일부터 2014년 8월 10일까지 방영된 KBS 2TV 주말 드라마이다.
한편, 캐스팅 문제 때문에 골치를 썩였는데 황수정이 강동옥 역으로 낙점됐지만 연예인 성매매 루머와 관련돼 증권가 정보지, 일명 찌라시에 이름이 언급되는 바람에 제작사 측이 출연을 고사했으며 우여곡절 끝에 장신영이 낙점되는 듯 했으나 코뼈 골절로 불발됐다.

## 제작진
- 연출: 김진원
- 극본: 이경희

## 등장인물

### 주요 인물
- 이서진: 강동석 역(아역 박보검)
- 김희선: 차해원 역(아역 권민아)
- 옥택연: 강동희 역(아역 오승환)

### 강동석과 강동희의 가족들
- 김지호: 강동옥 역(아역 이혜인) - 강동석의 쌍둥이 누나
- 류승수: 강동탁 역 - 강동석의 형, 강동옥의 오빠
- 윤여정: 장소심 역 - 강동석, 강동옥, 강동탁의 어머니
- 김영철: 강태섭 역 - 강동석, 강동옥, 강동탁의 아버지
- 최화정: 하영춘 역 - 강태섭의 첩, 강동희의 생모
- 오현경: 강기수 역 - 강동석, 강동옥, 강동탁의 할아버지
- 김광규: 강쌍호 역 - 강동석, 강동옥, 강동탁의 쌍둥이 삼촌 중 첫째
- 김상호: 강쌍식 역 - 강동석, 강동옥, 강동탁의 쌍둥이 삼촌 중 둘째
- 김단율: 강물 역 - 강동탁의 아들
- 최권수: 강동원 역 - 강동희의 쌍둥이 아들
- 홍화리: 강동주 역 - 강동희의 쌍둥이 딸

### 차해원의 가족들
- 진경: 차해주 역 - 해원의 언니
- 노경주: 이명순 역 - 해원의 어머니

### 주변 인물
- 윤유선: 조명란 역 - 초등학교 교감
- 윤지숙: 최미숙 역 - 야채 도매업, 강쌍식의 연인
- 박주형: 오승훈 역 - 오치수의 아들
- 최웅: 민우진 역 - 보건소 닥터
- 고인범: 오치수 역 - 오승훈의 아버지
- 이엘리야: 김마리 역 - 강동주와 동원의 담임선생
- 오용: 박경수 역 - 동석의 검사실 수사 계장
- 이유준: 봉국수 역 - 대부업체 직원
- 김광민: 조원 역 - 강동탁과 차해주의 매니저
- 이초희: 서정아 역 - 동주와 동원의 생모

### 그 외
- 황석정: 최재숙 역
- 서현철: 한빈 / 황길상 역
- 유주혜: 유순영 역
- 장준유: 한재경 역
- 장대웅: 찬수 역
- 김희령: 민우진의 어머니 역
- 리민: CF 감독 역
- 인성호: CF 촬영 감독 역
- 박선우: 검사 역

### 특별 출연
- 임형준: 맞선남 역(2회)
- 주민하: 영숙 역(6회)
- 안내상: 송경필 역(7회, 8회)
- 안선영: 조수지 역(20회~25회)

## 시청률
최저 시청률과 최고 시청률은 시청률 조사회사와 지역별로 시청률에 차이가 있을 수 있습니다.
| 2014년      | 2014년      | 2014년         | 2014년       | 2014년         | 2014년       |
| 회차        | 방송일      | TNMS 시청률    | TNMS 시청률  | AGB 시청률     | AGB 시청률   |
| 회차        | 방송일      | 대한민국(전국) | 서울(수도권) | 대한민국(전국) | 서울(수도권) |
| ----------- | ----------- | -------------- | ------------ | -------------- | ------------ |
| 제1회       | 2월 22일    | 25.2%          | 26.8%        | 23.8%          | 23.7%        |
| 제2회       | 2월 23일    | 29.6%          | 32.3%        | 30.3%          | 30.7%        |
| 제3회       | 3월 1일     | 26.8%          | 27.8%        | 26.4%          | 26.7%        |
| 제4회       | 3월 2일     | 27.9%          | 30.9%        | 27.9%          | 27.7%        |
| 제5회       | 3월 8일     | 25.6%          | 26.8%        | 24.0%          | 23.7%        |
| 제6회       | 3월 9일     | 28.0%          | 29.6%        | 28.1%          | 27.3%        |
| 제7회       | 3월 15일    | 23.6%          | 24.6%        | 24.8%          | 24.5%        |
| 제8회       | 3월 16일    | 26.1%          | 27.8%        | 28.3%          | 27.9%        |
| 제9회       | 3월 22일    | 23.7%          | 24.7%        | 25.2%          | 25.4%        |
| 제10회      | 3월 23일    | 26.7%          | 28.0%        | 27.1%          | 27.4%        |
| 제11회      | 3월 29일    | 24.5%          | 25.7%        | 23.7%          | 22.5%        |
| 제12회      | 3월 30일    | 25.7%          | 27.8%        | 24.8%          | 22.9%        |
| 제13회      | 4월 5일     | 22.3%          | 24.4%        | 22.4%          | 22.3%        |
| 제14회      | 4월 6일     | 24.9%          | 27.0%        | 24.9%          | 24.6%        |
| 제15회      | 4월 12일    | 22.0%          | 23.1%        | 21.9%          | 21.6%        |
| 제16회      | 4월 13일    | 23.2%          | 25.0%        | 24.1%          | 24.3%        |
| 제17회      | 4월 19일    | 18.7%          | 19.5%        | 19.4%          | 18.6%        |
| 제18회      | 4월 20일    | 21.5%          | 22.8%        | 23.4%          | 24.0%        |
| 제19회      | 4월 26일    | 23.2%          | 24.4%        | 24.2%          | 24.9%        |
| 제20회      | 4월 27일    | 27.0%          | 28.1%        | 27.9%          | 27.3%        |
| 제21회      | 5월 3일     | 21.7%          | 22.9%        | 22.3%          | 22.4%        |
| 제22회      | 5월 4일     | 23.0%          | 24.6%        | 21.4%          | 21.8%        |
| 제23회      | 5월 10일    | 22.0%          | 23.1%        | 22.7%          | 21.5%        |
| 제24회      | 5월 11일    | 24.3%          | 25.5%        | 26.6%          | 26.3%        |
| 제25회      | 5월 17일    | 21.8%          | 22.6%        | 20.7%          | 20.6%        |
| 제26회      | 5월 18일    | 24.7%          | 26.6%        | 26.3%          | 26.4%        |
| 제27회      | 5월 24일    | 23.1%          | 24.1%        | 22.0%          | 20.7%        |
| 제28회      | 5월 25일    | 27.1%          | 29.2%        | 27.5%          | 26.5%        |
| 제29회      | 5월 31일    | 22.8%          | 25.3%        | 23.0%          | 22.5%        |
| 제30회      | 6월 1일     | 26.2%          | 28.2%        | 26.7%          | 26.6%        |
| 제31회      | 6월 7일     | 23.0%          | 23.7%        | 21.7%          | 20.5%        |
| 제32회      | 6월 8일     | 24.6%          | 25.9%        | 24.8%          | 24.1%        |
| 제33회      | 6월 14일    | 21.1%          | 23.3%        | 21.4%          | 21.5%        |
| 제34회      | 6월 15일    | 23.8%          | 25.3%        | 25.7%          | 26.3%        |
| 제35회      | 6월 21일    | 20.3%          | 22.1%        | 22.2%          | 21.6%        |
| 제36회      | 6월 22일    | 22.6%          | 23.4%        | 24.0%          | 23.6%        |
| 제37회      | 6월 28일    | 22.0%          | 23.3%        | 23.1%          | 23.7%        |
| 제38회      | 6월 29일    | 26.4%          | 26.9%        | 25.1%          | 24.7%        |
| 제39회      | 7월 5일     | 23.0%          | 23.6%        | 22.8%          | 21.7%        |
| 제40회      | 7월 6일     | 24.3%          | 24.5%        | 26.2%          | 25.2%        |
| 제41회      | 7월 12일    | 23.1%          | 24.0%        | 23.1%          | 22.8%        |
| 제42회      | 7월 13일    | 27.5%          | 29.2%        | 26.5%          | 26.5%        |
| 제43회      | 7월 19일    | 24.1%          | 24.0%        | 23.2%          | 22.8%        |
| 제44회      | 7월 20일    | 25.7%          | 26.9%        | 26.4%          | 25.9%        |
| 제45회      | 7월 26일    | 21.9%          | 22.7%        | 21.4%          | 22.1%        |
| 제46회      | 7월 27일    | 24.8%          | 24.8%        | 25.6%          | 25.2%        |
| 제47회      | 8월 2일     | 22.6%          | 23.0%        | 23.2%          | 20.9%        |
| 제48회      | 8월 3일     | 26.3%          | 28.3%        | 26.9%          | 26.3%        |
| 제49회      | 8월 9일     | 23.7%          | 23.0%        | 23.0%          | 22.9%        |
| 제50회      | 8월 10일    | 26.5%          | 27.4%        | 27.7%          | 27.2%        |
| 평균 시청률 | 평균 시청률 | 24.2%          | 25.5%        | 24.5%          | 24.2%        |

## 수상 내역
- 2014년 제3회 《에이판 스타 어워즈》 장편드라마 부문 여자 최우수상 김희선
- 2014년 제3회 《에이판 스타 어워즈》 남자 조연상 류승수
- 2014년 제3회 《에이판 스타 어워즈》 남자 아역상 최권수
- 2014년 KBS 연기대상 장편드라마 부문 여자 우수연기상: 김지호
- 2014년 KBS 연기대상 청소년 연기상: 홍화리

## 참고 사항
- 극중 차해원과 장소심 역을 맡은 김희선과 윤여정은 《목욕탕집 남자들》이 종영한지 20년만에 재회하였다.

## 같이 보기
- MBC 주말드라마 《사랑해서 남주나》(2013년 9월 28일 ~ 2014년 3월 30일)
- MBC 주말드라마 《왔다! 장보리》(2014년 4월 5일~2014년 10월 12일)
- SBS 주말극장 《열애》(2013년 9월 28일 ~ 2014년 3월 23일)
- SBS 3D 드라마 《강구 이야기》(2014년 3월 29일 ~ 2014년 3월 30일)
- SBS 주말극장 《기분 좋은 날》(2014년 4월 26일~2014년 10월 5일)
- MBC 주말 특별기획 드라마 《황금 무지개》(2013년 11월 2일 ~ 2014년 3월 30일)
- MBC 주말 특별기획 드라마 《호텔킹》(2014년 4월 5일~2014년 7월 27일)
- MBC 주말 특별기획 드라마 《마마》(2014년 8월 2일~2014년 10월 19일)
- SBS 주말 특별기획 드라마 《세 번 결혼하는 여자》(2013년 11월 9일 ~ 2014년 3월 30일)
- SBS 주말 특별기획 드라마 《엔젤 아이즈》(2014년 4월 5일 ~ 2014년 6월 15일)
- SBS 주말 특별기획 드라마 《끝없는 사랑》(2014년 6월 21일~2014년 10월 26일)
- JTBC 주말 드라마 《맏이》(2013년 9월 14일 ~ 2014년 3월 16일)
- JTBC 주말 드라마 《12년만의 재회: 달래 된, 장국》(2014년 3월 22일 ~ 2014년 6월 29일)